# Paranannopus singulosetosus
Paranannopus singulosetosus is een eenoogkreeftjessoort uit de familie van de Pseudotachidiidae. De wetenschappelijke naam van de soort is voor het eerst geldig gepubliceerd in 1985 door Schriever.